# Morgan's Riflemen
Os Morgan's Riflemen ou Morgan's Rifles, anteriormente Morgan's Sharpshooters, e também chamados de Provisional Rifle Corps, eram uma unidade de infantaria ligeira de elite comandada pelo General Daniel Morgan na Guerra Revolucionária Americana.
Os Morgan's Rifles, desempenharam um papel vital na execução de suas tarefas porque estavam equipados com o que era na época, o rifle de última geração em vez de mosquetes, permitindo que um "riflemen" tivesse um alcance efetivo duas vezes maior que o de um soldado de infantaria médio equipado com mosquetes de cano de alma lisa.

## Formação
Daniel Morgan começou na Guerra Revolucionária em 1775 como Capitão de uma pequena "unidade de rifle" criada pela Colônia da Virgínia, uma das 10 unidades encomendadas pelo Congresso. Morgan recrutou 96 homens (80 soldados e 16 oficiais), marcharam 600 milhas, chegando a Boston em 6 de agosto de 1775. Eles fizeram uma exibição conforme descrito no Virginia Gazette de 9 de setembro de 1775 citado; "Um homem segurava entre os joelhos uma tábua de 12 centímetros de largura e 17 centímetros de comprimento, com um alvo de papel do tamanho de um dólar. Um atirador a 60 metros sem descanso, acertava oito balas em sucessão no alvo". Da mesma fonte, somos informados de que os "riflemen" fizeram outra exibição "na qual uma companhia, em um rápido avanço, disparou em alvos de 7 polegadas (178 milímetros) a 250 jardas (229 metros)".
O rifle ou, mais propriamente, o "Pennsylvania Long Rifle" e mais tarde conhecido como "Kentucky Rifle", feito por imigrantes alemães, era de ponta na época, pois tinha ranhuras chamadas "rifling" para fazer girar a bala, melhorando muito a precisão.
Posteriormente, a ação mais significativa de Morgan foi o apoio à invasão do Canadá e à Batalha de Quebec, na qual ele foi visto como um herói, apesar do fracasso geral do General Benedict Arnold e subsequente captura de ambos.
No início de 1777, quando Morgan foi libertado do cativeiro, ele foi comissionado como Coronel e designado para o comando do 11º Regimento da Virgínia, e alguns meses depois também foi instruído por George Washington a formar um "Provisional Rifle Corps", homens habilidosos no uso do "long rifle", do seu e de outros regimentos próximos.
Tendo feito isso, sua primeira tarefa foi atacar o Coronel William Howe enquanto ele se retirava por Nova Jersey. Morgan fez isso fazendo com que seus 500 "riflemen" atirassem nas tropas inimigas enquanto se moviam, usando seu alcance mais longo para fazê-lo em segurança, uma tática incomum para aquele período.
Enviado para se juntar ao exército do norte chefiado pelo general Horatio Gates, os "riflemen" de Morgan ajudaram a estabelecer melhores condições para a Batalha de Saratoga, por meio de uma série de ataques rápidos contra seus aliados indígenas, repelindo-os para interferir na inteligência britânica em relação à movimentação das tropas americanas. Seus "riflemen" provaram ser fundamentais em vários combates, incluindo rechaçar uma unidade avançada até as forças principais do inimigo e, mais tarde, ajudar a virar a batalha principal atacando pelo flanco direito, e é creditado por forçar a retirada britânica.

## Dissolução
Depois de uma série de sucessos semelhantes, Morgan deixou o serviço ativo por um ano e juntou-se ao exército do sul com Nathanael Greene.
Na Batalha de Cowpens de janeiro de 1781, Morgan liderou as tropas continentais para uma grande vitória que resultou na destruição quase total da força de Tarleton.
Depois de Cowpens, os dias de luta de Morgan chegaram ao fim. A ciática o obrigou a voltar para a Virgínia, onde esteve tão perto de morrer, disse ele, que "literalmente espiou ... para o outro mundo". Mas ele ainda não estava acabado. Depois da guerra, ele operou um moinho de grãos, especulou em terras ocidentais, correspondeu-se regularmente com seus antigos companheiros, entrou em campo brevemente durante a Rebelião do Whiskey como comandante de uma unidade de milícia da Virgínia e em 1797 ganhou uma cadeira na Câmara dos Representantes, vindo a falecer em 1802.

## Na cultura popular
Os "Morgan's Riflemen" foram um modelo chave para a unidade fictícia retratada no filme O Patriota, com Mel Gibson.
No jogo "Empire: Total War", os "Morgan's Riflemen" eram uma unidade única para os Estados Unidos via DLC.